# Iris Brosch
 (février 2017).
- Si vous ne connaissez pas le sujet, laissez ce bandeau (vous pouvez alors contacter les auteurs).
- Si vous supprimez le contenu mis en cause (vous pouvez préalablement contacter les auteurs),

argumentez précisément cette suppression dans la page de discussion
(un manque de référence n'est pas un argument ; une recherche réelle de référence doit avoir été effectuée, être formellement documentée).
Iris Brosch est une photographe de mode et artiste (photo, vidéo, performance) d'origine allemande née le 1er juillet 1964 à Wolfsburg

## Œuvre
Iris Brosch fait de la photographie de mode, de nu et d'art. Outre son œuvre commerciale, elle réalise des vidéos artistiques et des performances.
En 2002, sa vidéo Pure Heaven est présentée à l'exposition Differing Views à Vienne. Ses vidéos montrent des femmes dans des scénarios oniriques.
Depuis 2005, de multiples vidéos et performances ont été présentées à la Biennale de Venise. En 2005, elle crée la performance multimédia Divinta qui s'inspire des tableaux vivants en mélangeant des différentes disciplines artistiques comme la photographie, la mode, la musique, l'art plastique et la danse pour réaliser une « œuvre d'art totale féminine » En 2009, elle présente la performance Erotic Enlightenment. En 2010, Brosch crée la vidéo Prélude puis en 2012 - 2015 les vidéos In Paradisum, Women & Nature near Extinction, L'uomo et Vita pour lesquelles David Vostell a composé les bandes sonores.
En juin 2011, Brosch montre à la Biennale de Venise sa performance Requiem for Women, qui est une réminiscence des violences, persécutions et répressions faites à toutes les femmes depuis toujours.
Lors du Festival international de la photographie de mode en 2008 à Cannes, les photographies d'Iris Brosch sont affichées sur des panneaux et écrans du palais des festivals. En 2010, ses photos sont exposées lors de l'exposition All about Colours à Vienne. Le site artnet a parlé d'une « rétrospective des sept photographes contemporains les plus importants. »[réf. nécessaire]Ses photos de mode et de portraits sont publiées dans Vogue Italie, Uomo Vogue, Marie Claire Allemagne et Royaume-Uni, Elle France, The New York Times, Harper's Bazaar , Normal et de nombreux autres magazines.
Iris Brosch a photographié les campagnes de pub pour Hugo Boss, Pantene, Tommy Hilfiger, Escada, Maybelline, Jaguar, John Richmond Perfume, Lancel, Virgin Records, Campari et Renault.[source insuffisante]
Elle a photographié de nombreuses célébrités : Claudia Schiffer, Sophie Dahl, Benedict Cumberbatch, Carlos Acosta, Shere Hite, Eva Padberg et Heidi Klum[réf. nécessaire]. La mannequin espagnole Laura Ponte pose pour sa série Frida Kahlo pour laquelle Brosch a imité le style de peinture de Kahlo.
Iris Brosch veut montrer des femmes féminines, charismatiques et fortes. Pour elle, les femmes sont des héroïnes. L'âme et l'esprit des femmes sont le point central de ses photos.
Elle place au cœur de son travail la discussion avec les grands maîtres de la peinture et la variabilité de la femme. Avec ses photos, elle célèbre les peintres italiens de la Renaissance comme Sandro Botticelli, les tableaux préraphaélites mais aussi la peinture moderne.

## Expositions (extrait)
- 2001:  Porto (Cultural Capital of Europe 2001), First Story - Women Building, New Narratives for Narratives for the 21 St Century, curated by Ute Meta Bauer
- 2002: Pure Heaven, Different Views (vidéo), exposition à Vienne[13]
- 2005: Divinita, 51e Biennale de Venise, exposition, performance, vidéo[3]
- 2006: Three Girl in Montauk, New York, ICP, exposition et mises aux enchères
- 2007: Birth of Black Venus, ARTE COMMUNICATIONS exposition, Biennale de Venise, Performance
- 2008:   Cannes, Festival International de la Photographie de Mode
- 2009: Erotic enlightenment Biennale de Venise, Performance
- 2009: Galathea[7] (installation vidéo, 6.75 min), Musée Galerie Ground Zero à Pekin, (Chine)
- 2010: Les Trois Grâces, (Photo Performance), Roma Contemporary Art
- 2010: Benediction (vidéo) Art Basel, Miami art museum & XXXXMAG, Video
- 2011: Requiem for Women, 54. Biennale de Venise, Performance
- 2012: In Paradisum, Projection SFE TV, Palais de Tokyo
- 2012: Verweile doch! (Gruppenausstellung), Kunststiftung-Sachsen-Anhalt
- 2012: Ohne Titel, Olympic fine arts, Barbican Art Center London
- 2012: From Martydom to Femicide[8], IBBS Production, Performance Venice
- 2013: Woman & Nature near Extinction[9] (Performance), IBBs Production, Venic
- 2013: Ohne Titel, Videoinstallation, Art Athina, DADADA
- 2013: Linger on[10]" GOETHE INSTITUT, Washington
- 2014: L'Uomo (Performance), Arte et Communication Venice
- 2014: Physical Feminism[11] Internet IBBS Production

## Vidéos
- 2002: Pure Heaven
- 2009: Femmes Fleurs Forever
- 2009: Benediction
- 2010: Les Trois Graces
- 2010: Prélude
- 2012: Valentina
- 2012: In Paradisum
- 2012: Die Regen Göttin
- 2013: Women & Nature near Extinction
- 2014: L'uomo
- 2014: Physical Feminism
- 2015: Vita

## Publications
- Phil Braham, Naked women : The female nude photography from 1850 to the present day, Thunder's Press, 2001
- Michelle Olley, Femmes : Masterpieces of Erotic Photography, Carlton Books, 2001